# Kate
Kate е текстов редактор с отворен код за KDE. Акронимът Kate се отнася за KDE advanced text editor.
Kate е част от пакета kdebase от версия 2.2 на KDE, а технологията KParts дава възможност вграждането на Kate като текстов редактор във всяко KDE приложение.

## Възможности
- Syntax highlighting (Оцветяване на думите според значението им в език за програмиране)
- Търсене и подмяна на текст
- Code folding възможност за Java, C++, C, PHP, Python и други.
- Вграден shell
- Множество документи отворени в един прозорец
- Възможност за именуване на сесиите
- Поддръжка на плъгини
- Довършване на думи
- Редактиране чрез drag and drop
- Interpuncts (малки точки) обозначават празните интервали
- Указване и конвертиране между различни кодировки (UTF-8, CP1251 и др.)